# 麗鏢鱸
麗鏢鱸為輻鰭魚綱鱸形目鱸亞目河鱸科的其中一種，分布於美國德克薩斯州科羅拉多河、Guadalupe河、Nueces河及新墨西哥州的Pecos河流域，體長可達6.6公分，棲息在礫石底質的溪流。